# Прус ІІ (герб)
Прус ІІ (Вовчі коси) (Prus II, Wilczekosy, Słubica, Falcastrum Lupinum) — родовий герб польської, української, литовської, білоруської шляхти. Похідний від герба Прус І.
В різні часи в Речі Посполитій та Російській імперії користуватись цим гербом мали право більше 100 шляхетських родин.
Цей знак присутній на гербі Тернопільського району.

## Історія
Уперше в письмових джерелах згадка про герб з'являється в 1401 році. Першими шляхтичами, що носили цей герб, були: 1402 — Іван з Радоміна (Iwan z Radomina); 1413 — Адам Бендковський (Adam Będkowski), канонік Краківський; 1422 — Миколай з Шілінгсдорфу (Mikołaj z Schillingsdorfu).
За легендою, під час війни Казимира I з повсталим князем Мазовії Мецлавом, польськими військами командував лицар герба Прус. Він зміг перемогти ворога, якого двічі поранив. У подяку Казимир дозволив лицарю взяти шлюб з єдиної дочкою Мецлава і дав йому у володіння великі землі в Мазовії. В пам'ять про поразку Мецлава король також надав лицарю герб, де приєдналися дві схрещені коси.
За іншою версією герб походив від пруських шляхетських родин, що оселилися в 12-13 століттях в Мазовії. Прус II є результатом об'єднання сімей з трьох кланів: Вовчікоси (клан, який складається з німецьких поселенців в районі Шілінгсдорфу (Schillingsdorf) і клан Мощеніца (Moszczenica). Проте перші письмові згадки назви герба вперше з'являються лише на початку 15 століття.
Після Городельської унії 1413 року, коли відбулось зрівняння прав шляхти католицького віровизнання Королівства Польського та шляхти Великого князівства Литовського, Руського та Жемантійського, цей герб поступово переходить і до українських шляхетських родів.
У Перемишльського шляхтича Юрія Заблоцького було четверо синів: Івашко, Кунаш, Занько та Кипріян. При цьому Івашко заявляв про свою приналежність до гербу "Вовчі коси", а Занько - до гербу "Юнак" (як і Гроховські). Івашко помер бл. 1475 р.

## Опис
У червоному полі дві скошені навхрест дзьобами вгору срібні коси зі скріпленими золотим шнуромі п'ятками, з них виходить вгору срібний 3-раменний хрест (одне рамено праворуч, два — ліворуч). Щит увінчує коронований лицарський шолом, вкритий червоним наметом зі срібним підбиттям. Клейнод: правиця у срібних латах тримає срібний меч із золотим руків'ям